# Габреш (Грчка)
Габреш (грч. Γάβρος, до 1926. грч. Γαβρέσι) је насељено место у општини Костур у периферији Западна Македонија, Грчка. Према попису из 2021. године било је без становника.
Према бугарском географу и историчару, Василу Канчову, у Габрешу је 1900. године живело 455 Словена хришћана.  Током грађанског рата село је доста страдало, због чега се велики део становништва иселио.